# Norway (Michigan)
Norway é uma cidade localizada no estado americano de Michigan, no Condado de Dickinson.

## Demografia
Segundo o censo americano de 2000, a sua população era de 2959 habitantes.
Em 2006, foi estimada uma população de 2902, um decréscimo de 57 (-1.9%).

## Geografia
De acordo com o United States Census Bureau tem uma área de
22,9 km², dos quais 22,8 km² cobertos por terra e 0,1 km² cobertos por água. Norway localiza-se a aproximadamente 290 m acima do nível do mar.

## Localidades na vizinhança
O diagrama seguinte representa as localidades num raio de 32 km ao redor de Norway.